# Teun Koopmeiners
Teun Koopmeiners, född 28 februari 1998, är en nederländsk fotbollsspelare som spelar för Juventus.

## Klubbkarriär
Koopmeiners gjorde sin Eredivisie-debut för AZ Alkmaar den 1 oktober 2017 i en 4–0-förlust mot Feyenoord, där han blev inbytt i den 66:e minuten mot Alireza Jahanbakhsh.
Den 30 augusti 2021 värvades Koopmeiners av italienska Atalanta. Den 28 augusti 2024 värvades Koopmeiners av Juventus, där han skrev på ett femårskontrakt.

## Landslagskarriär
Koopmeiners debuterade för Nederländernas landslag den 7 oktober 2020 i en 1–0-förlust mot Mexiko.